# Guillermo Hotel
Guillermo Hotel es una obra de teatro en tres actos escrita por Antonio Lara de Gavilán (Tono) y estrenada en el Teatro Infanta Isabel de Madrid el 8 de mayo de 1945.

## Argumento
Elena es una joven que llega a la ciudad de su novio, Ludovico, y se instala en un hotel para organizar los preparativos de su inminente boda. Sucesos extraños, sin embargo, comienzan a suceder en la habitación: Un ladrón irrumpe y por temor a ser descubierto se esconde bajo la cama. Seguidamente, por error, otro cliente del hotel, el abogado Alberto entra en la habitación y se acuesta. Ante este escenario, la mayor preocupación de Elena es mantener íntegra su reputación, sobre todo cuando a la mañana siguiente hacen su aparición sus padres, su novio y sus futuros suegros.

## Representaciones destacadas
- Teatro (estreno, en 1945). Intérpretes: Isabel Garcés, Irene Caba Alba, Honorina Fernández, Remedios Albelda.
- Cine (1949, con el título de Nosotros los rateros). Intérpretes: Manuel Palacios, Lola Tinoco.
- Cine (1952, con el título de Habitación para tres). Intérpretes: Manolo Gómez Bur, José Luis Ozores, Matilde Muñoz Sampedro, Julia Martínez.
- Televisión (3 de abril de 1979, en el espacio de TVE Estudio 1). Intérpretes: María Elías, Andrés Resino, Blaki, Manolo Codeso, Trini Alonso, Luis Barbero, Lola Lemos, Félix Dafauce.
- Televisión (3 de enero de 1995, en el espacio de Telecinco Teatro de la Comedia). Intérpretes: Natalia Dicenta, Andoni Ferreño, Iñaki Miramón.